# 亚太高校书院联盟
2014年7月15日香港中文大学、國立清华大学、國立政治大学、复旦大学、华东师范大学、西安交通大学及北京航空航天大学7所高校在北京发起成立亚太高校书院联盟，将围绕互动交流、资源共享、学术研究三个方面开展互补性合作。

## 簡介
“两岸三地高校现代书院制教育论坛”2014年7月15日在北京航空航天大学举行，来自这7所高校的代表围绕现代书院制特点与发展展望、现代书院制与创新人才培养两个主题进行了研讨交流。
由於近年來，实施书院制教育成为中国大陸高校教育改革的一种探索和尝试。书院制教育围绕立德树人，通过落实本科生导师制、加强通识教育课程和环境熏陶，拓展学术及文化活动，促进学生文理渗透、专业互补，鼓励不同专业背景的学生混合住宿、互相学习交流，建设学习生活社区，在传授专业知识的同时，打通中国传统文化中的文、史、哲，进而融汇人文科学和自然科学。
此次成立的亚太高校书院联盟，联盟成员将本着自愿、平等、合作、发展的原则，提升各联盟成员的书院办学水平、人才培养质量与社会声誉。联盟成立后还将建设“亚太高校书院联盟”网站，搭建联盟成员书院学生网上交流互动平台。

## 扩容
2015年7月，联盟吸纳澳门大学郑裕彤书院为其成员。
2016年7月，联盟在澳门大学举行的第三次联盟理事会上，又决定吸纳新成员加入联盟。2017年3月，联盟确定汕头大学至诚书院、大连理工大学伯川书院、西南交通大学唐臣书院、南方科技大学树仁书院、亚洲大学三品书院成为新成员。
2019年7月，联盟在复旦大学举行的第六次联盟理事会上决议，台湾中华大学中华书院、北京理工大学特立书院、西安建筑科技大学南山书院、江苏师范大学敬文书院和哈尔滨工业大学（威海）丁香书院成为新成员。

## 参与书院
| 地区     | 校名             | 书院名     |
| -------- | ---------------- | ---------- |
| 中国大陆 | 复旦大学         | 任重书院   |
| 中国大陆 | 华东师范大学     | 孟宪承书院 |
| 中国大陆 | 北京理工大学     | 特立书院   |
| 中国大陆 | 北京航空航天大学 | 知行书院   |
| 中国大陆 | 西安交通大学     | 文治书院   |
| 中国大陆 | 西安建筑科技大学 | 南山书院   |
| 中国大陆 | 南方科技大学     | 树仁书院   |
| 中国大陆 | 大连理工大学     | 伯川书院   |
| 中国大陆 | 西南交通大学     | 唐臣书院   |
| 中国大陆 | 汕头大学         | 至诚书院   |
| 香港     | 香港中文大学     | 联合书院   |
| 澳门     | 澳门大学         | 郑裕彤书院 |
| 台湾     | 國立清華大學     | 厚德书院   |
| 台湾     | 國立政治大學     | 政大书院   |
| 台湾     | 亚洲大学         | 三品书院   |
| 台湾     | 中华大学         | 中华书院   |